# Córdoba Open 2023
Giải quần vợt Córdoba Mở rộng 2023 là một giải quần vợt nam thi đấu trên mặt sân đất nện ngoài trời. Đây là lần thứ 5 Giải quần vợt Córdoba Mở rộng được tổ chức, và là một phần của ATP Tour 250 trong ATP Tour 2023. Giải đấu diễn ra tại Estadio Mario Alberto Kempes ở Córdoba, Argentina, từ ngày 4 đến ngày 12 tháng 2 năm 2023.

## Điểm và tiền thưởng

### Phân phối điểm
| Sự kiện | VĐ  | CK  | BK | TK | Vòng 1/16 | Vòng 1/32 | Q  | Q2 | Q1 |
| Đơn     | 250 | 150 | 90 | 45 | 20        | 0         | 12 | 6  | 0  |
| Đôi     | 250 | 150 | 90 | 45 | 0         | —         | —  | —  | —  |

### Tiền thưởng
| Sự kiện | VĐ      | CK      | BK      | TK      | Vòng 1/16 | Vòng 1/32 | Q2     | Q1     |
| Đơn     | $46,175 | $32,320 | $21,410 | $14,275 | $9,235    | $5,035    | $2,520 | $1,260 |
| Đôi*    | $16,370 | $11,760 | $7,560  | $5,030  | $2,940    | —         | —      | —      |

*mỗi đội

## Nội dung đơn

### Hạt giống
| Quốc gia | Tay vợt                 | Xếp hạng1 | Hạt giống |
| -------- | ----------------------- | --------- | --------- |
| ARG      | Diego Schwartzman       | 28        | 1         |
| ARG      | Francisco Cerúndolo     | 31        | 2         |
| ESP      | Albert Ramos Viñolas    | 37        | 3         |
| ARG      | Sebastián Báez          | 47        | 4         |
| ARG      | Pedro Cachín            | 68        | 5         |
| ARG      | Federico Coria          | 69        | 6         |
| ESP      | Pedro Martínez          | 72        | 7         |
| ESP      | Bernabé Zapata Miralles | 74        | 8         |

- 1 Bảng xếp hạng vào ngày 30 tháng 1 năm 2023.[3]

### Vận động viên khác
Đặc cách:
- Tomás Barrios Vera
- Juan Manuel Cerúndolo
- Guido Pella

Vượt qua vòng loại:
- Luciano Darderi
- Federico Delbonis
- Hugo Dellien
- Andrea Vavassori

### Rút lui
Trước giải đấu
- Laslo Đere → thay thế bởi  Juan Pablo Varillas
- Fabio Fognini → thay thế bởi  Pablo Andújar
- Corentin Moutet → thay thế bởi  Alejandro Tabilo
- Jaume Munar → thay thế bởi  Hugo Gaston

## Nội dung đôi

### Hạt giống
| Quốc gia | Tay vợt         | Quốc gia | Tay vợt              | Xếp hạng1 | Hạt giống |
| -------- | --------------- | -------- | -------------------- | --------- | --------- |
| BRA      | Rafael Matos    | ESP      | David Vega Hernández | 57        | 1         |
| ARG      | Máximo González | ARG      | Andrés Molteni       | 81        | 2         |
| FRA      | Sadio Doumbia   | FRA      | Fabien Reboul        | 112       | 3         |
| KAZ      | Andrey Golubev  | KAZ      | Aleksandr Nedovyesov | 113       | 4         |

- 1 Bảng xếp hạng vào ngày 30 tháng 1 năm 2023.

### Vận động viên khác
Đặc cách:
- Guido Andreozzi /  Guillermo Durán
- Nicolás Kicker /  Thiago Seyboth Wild

Thay thế:
- Boris Arias /  Federico Zeballos
- Hernán Casanova /  Andrea Collarini

### Rút lui
Trước giải đấu
- Pedro Cachín /  Francisco Cerúndolo  → thay thế bởi  Boris Arias /  Federico Zeballos
- Albert Ramos Viñolas /  Bernabé Zapata Miralles → thay thế bởi  Hernán Casanova /  Andrea Collarini

## Nhà vô địch

### Đơn
- Sebastián Báez đánh bại  Federico Coria, 6–1, 3–6, 6–3

### Đôi
- Máximo González /  Andrés Molteni đánh bại  Sadio Doumbia /  Fabien Reboul, 6–4, 6–4